# Kate Walsh (actrice)
Kathleen Erin (Kate) Walsh (San Jose (Californië), 13 oktober 1967) is een Amerikaanse actrice, die bekend is geworden door haar rol als Dr. Addison Montgomery Shepherd in de televisieserie Grey's Anatomy en de spin-off Private Practice.

## Levensloop
Walsh volgde korte tijd een acteeropleiding aan de Universiteit van Arizona. Nadien sloot ze zich aan bij een comedygezelschap in New York en werkte ze bij het theatergezelschap en opleidingscentrum Piven Theatre Workshop in Chicago. Ze voorzag in haar levensonderhoud als horecamedewerkster.
Ze speelde talrijke film- en televisierollen en maakte in 2010 haar off-Broadwaydebuut in Stephen Belbers Dusk Rings a Bell.

## Trivia
- De film The Sweetest Thing met Cameron Diaz is geschreven door Walsh' beste vriendin Nancy Pimental. De film is ook gebaseerd op Kate en Nancy.
- Walsh' moeder is Italiaans en haar vader is Iers.

## Filmografie
- Emily in Paris (2020)
- Honest Thief (2020)
- The Umbrella Academy (2019-2024)
- 13 Reasons Why (2017)
- Fargo (2014)
- Scary Movie 5 (2013)
- The Perks of Being a Wallflower (2012)
- Legion (2010)
- Private Practice (2007-2013)
- Grey's Anatomy
- One Way to Valhalla (2005)
- Bewitched (2005)
- Kicking & Screaming (2005)
- Veritas, Prince of Truth (2005)
- Inside Out (2005)
- Wake Up, Ron Burgundy: The Lost Movie (2004)
- After the Sunset (2004)
- Under the Tuscan Sun (2003)
- Revealing Hollywood: Exposing Writer Nancy M. Pimental, uit The Sweetest Thing (dvd, 2002)
- Anatomy of a Breakup (2002)
- The Family Man (2000)
- Heaven (1998)
- Three Below Zero (1998)
- Henry: Portrait of a Serial Killer, Part 2 (1998)
- Night of the Lawyers (1997)
- Peppermills (1997)
- Normal Life (1996)

- Biblioteca Nacional de España: XX4805972
- Bibliothèque nationale de France: cb14237663x (data)
- Gemeinsame Normdatei: 1013288785
- International Standard Name Identifier: 0000 0001 2131 7232
- Library of Congress Control Number: no2005109292
- MusicBrainz: a53e9792-ca86-47cb-8a5b-ff4fc004ad23
- Nationale Bibliotheek van Israël: 987012437178205171
- Nederlandse Thesaurus van Auteursnamen: 383611016
- Virtual International Authority File: 48971093
- WorldCat: E39PBJcwBpckrDggrfqmqb3mh3